# Serra del Coscó
La Serra del Coscó és una serra del municipi de Castell de Mur situada a l'extrem sud-oest del terme, a prop del límit amb Sant Esteve de la Sarga, al Pallars Jussà. Pertanyia a l'antic terme de Mur.
És una serra d'un quilòmetre i mig de llargada, que s'estén de ponent a llevant fent un arc lleugerament còncau pel costat nord. A l'extrem oest, hi té la Serra del Sastret, ja en terme de Sant Esteve de la Sarga, i a l'extrem est, la partida de Censada.
En un contrafort nord-oest hi ha la Casa del Coscó i la de Falset.
Separa les valls del barranc del Comunalet i del barranc de la Plana, al nord, afluents del barranc Gros, de les del barranc de Beniure i del de Carboners, al sud, en terme ja de Sant Esteve de la Sarga.